# Lanzac
Lanzac é uma comuna francesa na região administrativa de Occitânia, no departamento de Lot. Estende-se por uma área de 14,62 km². Em 2010 a comuna tinha 602 habitantes (densidade: 41,2 hab./km²).